# Rhopalodes scriptaria
Rhopalodes scriptaria är en fjärilsart som beskrevs av William Schaus. Rhopalodes scriptaria ingår i släktet Rhopalodes och familjen mätare. Inga underarter finns listade.